# Vitral (mangá)
Vitral é uma série de mangá Brasileira, de gênero yaoi/boy's love, criada e ilustrada por Silvana de Alvarenga (Shirubana) que faz parte parte do Futago Estúdio, fundado por SIlvana com irmã Sônia Alvarenga (Soni). Vitral foi editado pela HQM Editora em 2010 e teria 12 volumes, apenas e foram publicado. Atualmente, o mangá é publicado de forma independente pelo estúdio e possui uma campanha financiamento coletivo recorrente na plataforma Apoia.se.

## História
Vitral é uma história que se passa numa cidade chamada Mekata num distante pais da Ásia. Lá vivem Tsumi e Daiji, dois jovens que se encontraram por acaso numa noite de Natal. Tsumi sonha ser um mega astro da música pop como seu ídolo Muyami. Daiji, por sua vez, sonha ter uma vida comum longe de Muyami e foge. Sem imaginar que Daiji é na verdade filho de Muyami, Tsumi o ajuda , mas na fuga algo misterioso acontece; os dois se deparam com um magnífico Vitral fantasma que mostra um futuro de desgraça para ambos. Então, Daiji e Tsumi tem que lutar para que a visão jamais aconteça, mas logo percebem que não sera fácil pois estão amaldiçoados pelo Vitral. Tudo começa a dar errado para os dois, Daiji acaba ficando mais tempo em Mekata correndo o risco de ser descoberto e Tsumi enfrenta a falencia de sua agência, chefiada por Midore. Mas o inesperado de tudo é o sentimento profundo que Daiji e Tsumi começam a ter um pelo outro que mudará suas vidas para sempre.

## Personagens
- Amai Tsumi Ikeda:é um garoto de 16 anos que finge ter 18 para participar da BadNews, seu sonho é ser um mega-astro como Muyami Murasaki e quando ele virar esse mega-astro ele sonha casar com Midore uma garota linda que é a empresária da A.H. mas até lá ele vai descobrir o verdadeiro amor. Ele é o guitarrista da BadNews.

- Daiji M. Hanami:Daiji é filho de Muyami mas foge de seu pai para ter uma vida normal sem ser artista, na fuga ele encontra Tsumi que ajuda ele a encontrar a estação de trem.Tem 16 anos.

- Muyami Murasaki:é um mega-astro pai de Daiji ele é muito rico dono da M.H. ( Makka Hoshi )

- Midore:é uma linda garota dona da A.H. ( Agência Artística Aoi Hoshi) e empresária da BadNews.

- Tadashi:é o vocalista da BadNews.

- Higashi:chamado de Higa por seus amigos é o baterista da BadNews.

- Mirai:é o baixista da BadNews.

- Toshi:é o irmão mais novo de Midore.

- Espectro:vive no vitral fantasma.